# アントワーヌ・ローラン
アントワーヌ・ローラン（Antoine Laurain）は、1972年パリ生まれのフランスの作家。

## 経歴
大学で映画を専攻後、シナリオを書きながら短編映画を撮り、パリの骨董品屋で働く。小説家のキャリアをスタートした頃は、高級雑誌Palace-Costesの仕事も並行していた。
デビュー作『青いパステル画の男』がドゥルオー賞を受賞。『ミッテランの帽子』で新進作家に贈られるランデルノー賞、ルレ・デ・ヴォワイヤジュール賞を受賞。『赤いモレスキンの女』はイタリア語版でジュゼッペ・アチェルビ賞を受賞した。

## エピソード

### 『ミッテランの帽子』
作中の時代は1980年代で、議会総選挙で大敗したフランソワ・ミッテランが再びその座を取り戻すまでの2年間である。

17の言語に翻訳。2015年、フレデリック・ディーフェンタール、ミシェル・リーブ、フレデリック・ベル、ローラン・ジロー（監督：ロビン・デイヴィス、音楽：ウラジミール・コスマ）により、放送局フランス2(France 2)でテレビドラマ化された。

### 『赤いモレスキンの女』
『赤いモレスキンの女』にはパトリック・モディアノやアントニオ・タブッキなどへの言及が作中にあり、しばしば重要な役割を果たす。
22の言語に翻訳。映画の権利はフランス大手配給会社UGCが取得している。
2020年4月11日、コーンウォール公爵夫人でチャールズ3世(当時は皇太子)の妻であるカミラ王妃は、「本ほど信頼できる友はいない」というアーネスト・ヘミングウェイの言葉と共に、COVID-19によるロックダウン中に読むことを勧めた9冊の本のリストをInstagramで公開した。その中で、フランス語の作品は本作のみだった。

## 邦訳作品
- 『ミッテランの帽子』（吉田洋之訳,、新潮社、新潮クレスト・ブックス、2018年）
- 『赤いモレスキンの女』（吉田洋之訳,、新潮社、新潮クレスト・ブックス、2020年）
- 『青いパステル画の男』（吉田洋之訳,、新潮社、新潮クレスト・ブックス、2023年）

## 著作
- Ailleurs si j'y suis, 2007. Le Passage　ドゥルオー賞

　『青いパステル画の男』（吉田洋之訳, 新潮社［新潮クレスト・ブックス］,2023年）
- Fume et tue, 2008. Le Passage

　『煙と死』
- Carrefour des nostalgies, 2009. Le Passage

　『ノスタルジーの交差点』
- Le Chapeau de Mitterrand, 2012. Flammarion　ランデルノー賞、ルレ・デ・ヴォワイヤジュール賞

　『ミッテランの帽子』（吉田洋之訳, 新潮社［新潮クレスト・ブックス］,2018年）
- La Femme au carnet rouge, 2014. Flammarion　ジュゼッペ・アチェルビ賞(イタリア語版)

　『赤いモレスキンの女』（吉田洋之訳, 新潮社［新潮クレスト・ブックス］,2020年）
- Rhapsodie française, 2016. Roman. Flammarion
- Millésime 54, 2018. Flammarion
- Le Service des manuscrits, 2020. Flammarion
- Et mon cœur se serra, en collaboration avec Le Sonneur 2021. Flammarion
- Les Caprices d'un astre, 2022. Flammarion